# Bàn Cờ
Bàn Cờ là một phường thuộc Thành phố Hồ Chí Minh, Việt Nam. Đây là một trong 168 phường, xã và đặc khu mới ở Thành phố Hồ Chí Minh sau đợt sắp xếp vào năm 2025.

## Địa lý
Phường Bàn Cờ nằm ở khu vực trung tâm thành phố, có vị trí địa lý:
- Phía Đông và Đông Nam giáp với phường Bến Thành và phường Cầu Ông Lãnh với ranh giới là đường Nguyễn Thị Minh Khai
- Phía Tây giáp với phường Xuân Hòa và phường Vườn Lài với ranh giới là đường Điện Biên Phủ
- Phía Nam giáp phường Vườn Lài với ranh giới là đường Lý Thái Tổ và phường Chợ Quán với ranh giới là bùng binh Ngã sáu Cộng Hòa.[3]

Theo Công văn số 2896/BNV-CQĐP ngày 27 tháng 5 năm 2025 của Bộ Nội vụ, phường Bàn Cờ sau sắp xếp có diện tích 2,22 km², dân số năm 2024 là 48.464 người, mật độ dân số đạt 21.831 người/km² (số liệu thống kê tính đến ngày 31/12/2024 theo quy định tại Điều 6 Nghị quyết số 76/2025/UBTVQH15 ngày 14 tháng 4 năm 2025 của Ủy ban Thường vụ Quốc hội).

## Lịch sử
Ngày 16 tháng 6 năm 2025, Ủy ban Thường vụ Quốc hội ban hành Nghị quyết số 1685/NQ-UBTVQH15 về việc sắp xếp các đơn vị hành chính cấp xã của Thành phố Hồ Chí Minh năm 2025. Theo đó, toàn bộ diện tích tự nhiên, quy mô dân số của Phường 1, Phường 2, Phường 3, Phường 5 và một phần diện tích tự nhiên, quy mô dân số của Phường 4 (Quận 3; trừ khu tam giác Cách Mạng Tháng Tám – Điện Biên Phủ – Nguyễn Thượng Hiền) được hợp nhất thành phường Bàn Cờ (khoản 5 Điều 1).

## Tên gọi
Trong đợt sắp xếp đơn vị hành chính cấp xã năm 2025, TP.HCM đã chủ trương đặt tên các phường, xã mới bằng chữ (không còn đặt tên bằng số nữa) với nhiều sự cân nhắc từ lịch sử vùng đất, sự thân thuộc và giá trị văn hóa. Chủ trương này được đông đảo nhân dân ủng hộ.
Theo Ủy ban nhân dân Quận 3, suốt hai cuộc kháng chiến, nhất là trong kháng chiến thống nhất đất nước, vùng Bàn Cờ được chọn làm nơi đặt trụ sở của một số cơ quan cách mạng. Nhân dân và lực lượng vũ trang Bàn Cờ đã góp phần quan trọng vào thắng lợi của cách mạng miền Nam, thống nhất đất nước.
Trong kháng chiến, xóm Bàn Cờ là khu dân nghèo, nhà cửa san sát với 52 hẻm ngang dọc trên một diện tích khoảng 15 ha giống như hình bàn cờ. Những đặc điểm này khiến cho Bàn Cờ trở thành vùng "căn cứ lõm" để các chiến sĩ cách mạng miền Nam ẩn náu và hoạt động.
Một trong những căn cứ quan trọng của vùng Bàn Cờ là cơ sở Ban Tuyên huấn Xứ ủy Nam Bộ đặt tại số 51/10/14 Cao Thắng. Nơi đây đã diễn ra nhiều cuộc họp quan trọng của các lãnh đạo, cán bộ xứ ủy để chỉ đạo phong trào đấu tranh trong thành phố. Cơ sở Ban Tuyên huấn xứ ủy Nam Bộ được công nhận là Di tích lịch sử quốc gia vào năm 1988.
Căn cứ quan trọng thứ hai là địa chỉ đỏ của Thành Đoàn tại số 115 Bàn Cờ. Nơi đây là sở chỉ huy của 5 khu vực khởi nghĩa ở nội thành và chỉ huy trực tiếp khu vực Ngã Bảy – Bàn Cờ – Vườn Chuối vào sáng 30/04/1975.
Đây cũng là nơi tiếp quản đầu tiên, điều hành, xử lý mọi việc như thu gom vũ khí, phát động đồng bào xóa cờ ngụy quyền, hướng dẫn may cờ Mặt trận Dân tộc giải phóng miền Nam Việt Nam, giữ gìn an ninh trật tự suốt ngày và đêm 30/04 đến sáng 01/05.
Với thành tích đặc biệt xuất sắc trong cuộc kháng chiến chống Mỹ, nhân dân và lực lượng vũ trang Quận 3 – vùng lõm chính trị, căn cứ cách mạng Bàn Cờ đã được tặng danh hiệu Anh hùng lực lượng vũ trang nhân dân năm 2015.